# Primitivisme (sociologie)
Pour le mouvement politique, voir Anarcho-primitivisme.
Pour le mouvement artistique, voir Primitivisme.
Le primitivisme est un concept utilisé dans les sciences sociales (anthropologie, sociologie, ethnologie) pour qualifier ce qui est relatif aux humains et groupes humains qui ont peuplé la terre (société, peuplade, tribu, horde, groupe, peuple primitif...) qui ignorent l'écriture et dont l'organisation sociale et culturelle ainsi que le développement technologique n'ont pas subi l'influence des sociétés dites évoluées.
Par extension, le primitivisme peut être vu comme un mode de vie primitif, voir une doctrine selon laquelle la vie chez les peuples primitifs était meilleure et que la civilisation ne peut que la détériorer.

## Pratique du mode de vie primitif
Cette "sensibilité" primitiviste aurait, selon Pierre Madelin, gagné du terrain dans les débats écologistes ces dernières années, portée par des anthropologues, des préhistoriens, des historiens. "Chez ces derniers, il y a l’idée que la révolution néolithique et son corollaire – la domestication des plantes et des animaux – seraient la source d’une exploitation de la nature mais aussi de rapports de domination au sein de l’espèce humaine". Elle serait selon lui une impasse politique pour anticiper l'effondrement de la civilisation industrielle car réduite à un mythe de la vie préhistorique et non à une évolution vers une nouvelle société.
Cette pratique de la vie primitive de manière individuelle ou en petit groupe apolitique se rapproche du survivalisme (excluant les techniques modernes) mais ne doit pas être confondu avec le mouvement politique de l'anarcho-primitivisme qui construit une critique radicale de la civilisation industrielle et de ses techniques et qui s'inscrit dans un projet d'émancipation collective en sortant des dominations structurelles (étatisme, capitalisme, nationalisme, racisme....).